# Doomsday Blue
Doomsday Blue is een nummer van de Ierse singer-songwriter Bambie Ray Robinson, bekend onder de artiestennaam Bambie Thug. Het nummer werd door de artiest beschreven als "een electro-metal-inzinking" en werd geschreven door Robinson, Olivia Cassy Brooking, Sam Matlock en Tylr Rydr. Het nummer werd op 13 oktober 2023 in eigen beheer uitgebracht als onderdeel van Robinsons eerste ep, Cathexis. Robinson vertegenwoordigde met dit nummer Ierland op het Eurovisie Songfestival 2024 ."Doomsday Blue" werd Robinsons eerste hit in het thuisland van de singer-songwriter.

## Eurovisiesongfestival

### Eurosong 2024

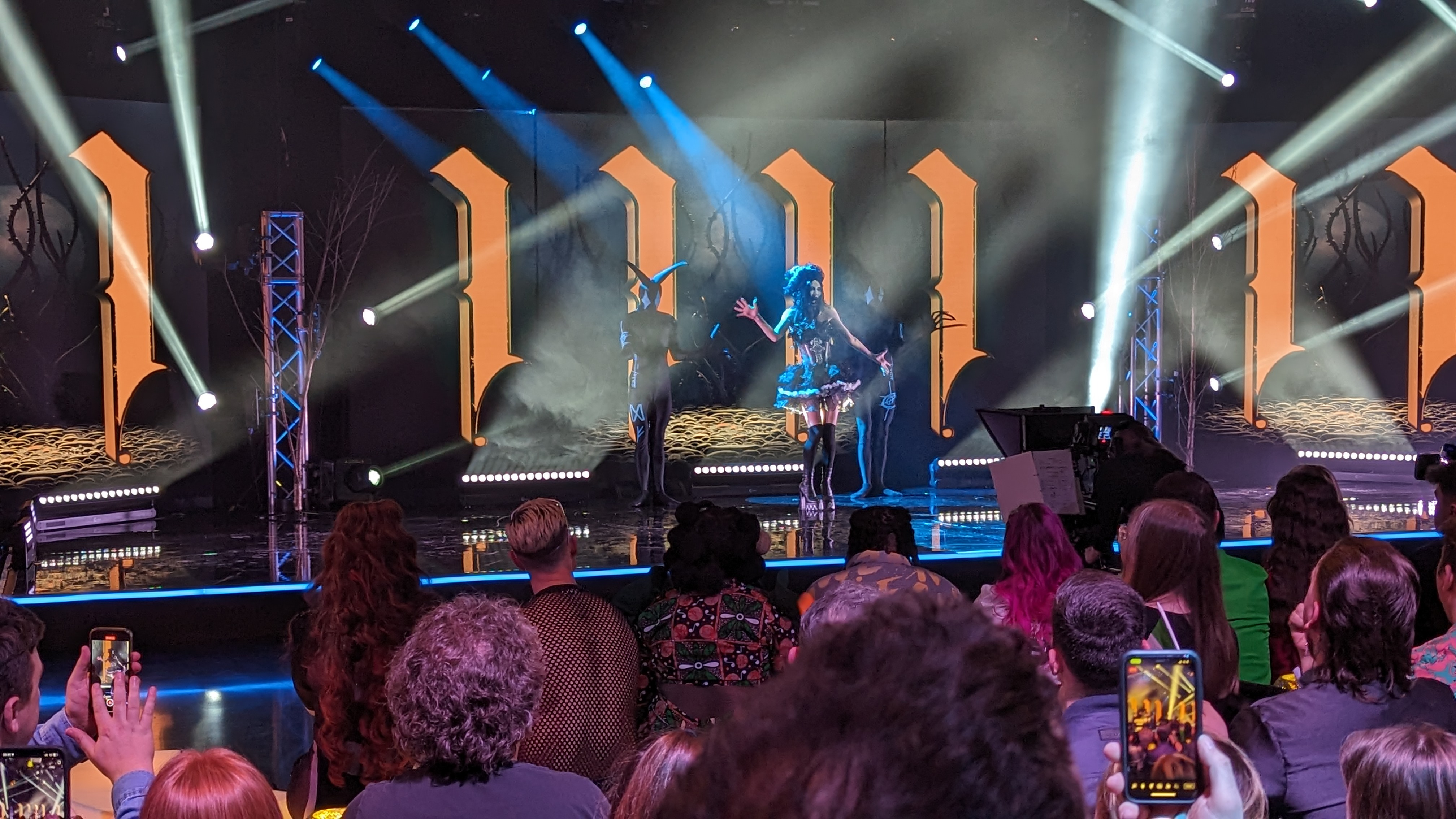
Robinson speelt "Doomsday Blue" op The Late Late Show na het winnen van Eurosong 2024.

De Ierse nationale omroep Raidió Teilifís Éireann (RTÉ) zond op 26 januari 2024 een speciale Eurosong 2024- aflevering uit van The Late Late Show om de Ierse deelnemer aan het Eurovisie Songfestival 2024 te selecteren. De editie was de achtste editie van de nationale finale in dit formaat. Het winnende nummer werd geselecteerd via een combinatie van internationale jury, nationale jury en publieke stemming, waarbij elke groep een derde van de totale stemmen kreeg. 
"Doomsday Blue" werd aangekondigd voor deelname aan Eurosong 2024 en ging in première op 11 januari 2024 in een aflevering van The Ray D'Arcy Show, uitgezonden op RTÉ Radio 1. In de grote finale werd Robinson derde bij de internationale jury en scoorde acht punten. Robinson wist echter zowel de televoting- als de nationale jurystemmen te winnen, waarmee het nummer de selectie won. Doomsday Blue werd zo de Ierse inzending voor het Eurovisiesongfestival in Malmö. 

## Songfestival in Malmö
Het nummer groeide begin mei, toen de repetities plaatsvonden, uit tot een van de favorieten voor de overwinning. Bambie Thug haalde de finale door in de eerste halve finale derde te worden. In de finale eindigde de act op de zesde plek.